# 周顒
周颙（5世紀—493年），字彦伦，汝南安城（今河南驻马店）人，祖父周虎头，父亲周恂。
南朝宋、齐文学家、作家。

## 生平
生年不详。早年有文才，學問“泛攝百家，而長於佛理”。釋褐（脱去平民粗衣）為海陵國侍郎。益州刺史萧惠开是族祖周朗之好友，很賞識他，帶他入蜀，为厉锋将军，擔任肥乡、成都二县令。周顒每谓惠开個性太险峻，常誦佛經以規勸，惠开不高興，答颙曰：“天险地险，王公设险，但问用险何如耳。”泰始四年（468年）自蜀还都。泰始七年（471年）八月，转安成王刘准抚军行参军。元徽初年（473年），出京為剡縣令。
齊高帝建元初年（479年）為山陰縣令。永明二年（484年），转太子仆，兼著作，撰起居注。参订礼乐。後隱居鐘山西隱舍，清贫寡欲，终日长蔬食。虽有妻子，一個人独处山舍。卫将军王俭問周颙曰：“卿山中何所食？”周颙回答：“赤米白盐，绿葵紫蓼。”升遷為國子博士。後來的孔稚珪撰《北山移文》嘲讽周顒的隐仕无常，“身居江海之上，心存魏闕之下”。
周颙佛学造诣精深。所作《宋明皇帝初造龙华誓愿文》已佚，《抄成实论序》今存《出三藏记集》。宋明帝为事惨毒，周颙不敢显谏，辄诵经中因缘罪福事。
永明十一年（493年），卒於给事中任上。有《四聲切韻》，比沈約更早提出四聲之说。有《周颙集》、《周易论》、《投壶经》等，皆佚。
兼擅《老》《易》。著有《周易论》，梁时有30卷，《隋书》著录10卷。有《周颙集》，梁时16卷，《隋书》著录8卷。严可均《全齐文》今录文7篇

## 子孙
- 子：周捨
  - 孙：周弘义
  - 孙：周弘信
- 子：周宝始
  - 孙：周弘正
  - 孙：周弘讓
  - 孙：周弘直

## 延伸阅读
[在维基数据编辑]
 《南齊書/卷41》，出自萧子显《南齊書》